# دیپلماسی رفت و برگشت
دیپلماسی رفت و برگشت (انگلیسی: Shuttle diplomacy) اصطلاحی است به‌معنی میانجی‌گری بین طرف‌های متخاصم از طریق رفت‌وآمد نمایندگان میانجی بین پایتخت‌های دو کشور به‌منظور حصول به یک راه‌حل قطعی.
این اصطلاح اولین بار برای تلاش‌های هنری کسینجر، وزیر امور خارجه سابق ایالات متحده آمریکا و در جریان جنگ یوم کیپور اطلاق شد.